# Szinkronúszás a 2009-es úszó-világbajnokságon
A szinkronúszás versenyszámait a 2009-es úszó-világbajnokságon július 18-25. között rendezték meg.

## Versenyprogram
| Dátum            | Versenyszám                      |
| ---------------- | -------------------------------- |
| 2009. július 18. | Csapat rövid program selejtezők  |
| 2009. július 19. | Csapat rövid program döntő       |
| 2009. július 19. | Egyéni rövid program selejtezők  |
| 2009. július 20. | Egyéni rövid program döntő       |
| 2009. július 20. | Páros szabad program selejtezők  |
| 2009. július 21. | Kombinációs kűr selejtezők       |
| 2009. július 21. | Páros szabad program döntő       |
| 2009. július 22. | Kombinációs kűr döntő            |
| 2009. július 22. | Egyéni szabad program selejtezők |
| 2009. július 23. | Egyéni szabad program döntő      |
| 2009. július 23. | Páros szabad program selejtező   |
| 2009. július 24. | Csapat szabad program selejtező  |
| 2009. július 24. | Páros szabad program döntő       |
| 2009. július 25. | Csapat szabad program döntő      |

| ● | Versenyszámok | ● | Döntők |

| Július/Augusztus |    |    |    |    |    |    |    |    |    |    |    |    |    |    |    |    |
| 17               | 18 | 19 | 20 | 21 | 22 | 23 | 24 | 25 | 26 | 27 | 28 | 29 | 30 | 31 | 01 | 02 |
|                  | ●  | ●  | ●  | ●  | ●  | ●  | ●  | ●  |    |    |    |    |    |    |    |    |

## Éremtáblázat
Rendező ország 
|          | Nemzet        | Arany | Ezüst | Bronz | Összesen |
| 1        | Oroszország   | 6     | 0     | 0     | 6        |
| 2        | Spanyolország | 1     | 6     | 0     | 7        |
| 3        | Kína          | 0     | 1     | 4     | 5        |
| 4        | Kanada        | 0     | 0     | 2     | 2        |
| 5        | Olaszország   | 0     | 0     | 1     | 1        |
| Összesen | Összesen      | 7     | 7     | 7     | 21       |

## Érmesek
| Versenyszám           | Arany | Arany  | Ezüst | Ezüst  | Bronz | Bronz  |
| --------------------- | --- | ------ | --- | ------ | --- | ------ |
| Egyéni rövid program  | Natalja Iscsenko (RUS) | 98.667 | Gemma Mengual (ESP) | 97.833 | Marie-Pier Boudreau Gagnon (CAN) | 96.000 |
| Egyéni szabad program | Natalja Iscsenko (RUS) | 98.833 | Gemma Mengual (ESP) | 98.333 | Beatrice Adelizzi (ITA) | 95.500 |
| Páros rövid program   | Anasztaszija Davidova (RUS) · Szvetlana Romasina (RUS) | 98.667 | Andrea Fuentes (ESP) · Gemma Mengual (ESP) | 97.333 | Jiang Tingting (CHN) · Jiang Wenwen (CHN) | 95.667 |
| Páros szabad program  | Natalja Iscsenko (RUS) · Szvetlana Romasina (RUS) | 98.833 | Andrea Fuentes (ESP) · Gemma Mengual (ESP) | 98.333 | Jiang Tingting (CHN) · Jiang Wenwen (CHN) | 97.000 |
| Csapat rövid program  | RUS · Darja Korobova · Anna Naszekina · Alekszandra Packevics · Viktorija Sesztakovics · Alla Siskina · Jelizaveta Sztyepanova · Anzselika Tyimanyina · Szofija Volkova    | 98.833 | ESP · Ona Carbonell · Raquel Corral · Margalida Crespi · Andrea Fuentes · Thaïs Henríquez · Paula Klamburg · Irina Rodríguez · Cristina Salvador | 97.833 | CHN · Huang Xuechen · Jiang Tingting · Jiang Wenwen · Liu Ou · Luo Xi · Wang Na · Wu Yiwen · Zhang Xiaohuan                                                                          | 96.667 |
| Csapat szabad program | RUS · Anasztaszija Davidova · Natalja Iscsenko · Darja Korobova · Anna Naszekina · Alekszandra Packevics · Szvetlana Romasina · Alla Siskina · Anzselika Tyimanyina        | 99.167 | ESP · Ona Carbonell · Raquel Corral · Margalida Crespi · Andrea Fuentes · Thaïs Henríquez · Paula Klamburg · Gemma Mengual · Irina Rodríguez     | 98.167 | CHN · Huang Xuechen · Jiang Tingting · Jiang Wenwen · Liu Ou · Luo Xi · Wang Na · Wu Yiwen · Zhang Xiaohuan                                                                          | 97.167 |
| Kombinációs kűr       | ESP · Alba Cabello · Ona Carbonell · Raquel Corral · Margalida Crespi · Andrea Fuentes · Thaïs Henríquez · Paula Klamburg · Gemma Mengual · Gisela Morón · Irina Rodríguez | 98.333 | CHN · Huang Xuechen · Jiang Tingting · Jiang Wenwen · Liu Ou · Luo Xi · Shi Xin · Sun Wenyan · Wang Na · Wu Yiwen · Zhang Xiaohuan               | 97.667 | CAN · Marie-Pier Boudreau Gagnon · Camille Bowness · Jo-Annie Fortin · Sandy Gill · Chloe Isaac · Eve Lamoureux · Stephanie Leclair · Elise Marcotte · Karine Thomas · Valerie Welsh | 96.167 |